# Crkva sv. Marije na Maligradu
Crkva Svete Marije ili Crkva Djevice Marije (alb. Shpella e Maligradit) je pravoslavna pećinska crkva na otoku Maligradu, u albanskom dijelu Prespanskog jezera. Spomenik je kulture Albanije. Crkva je posvećena Svetoj Mariji, a sagradio ju je srpski plemić Kesar Novak (alb. Qesar Novaku), 1369. godine.
Crkva ima freske i grčke natpise iz 1369. godine. Postoje freske obitelji Kesara Novaka sa njegovom ženom Grkinjom Kalijom.